# 大希尔马
大希尔马（德語：Großschirma，發音：[ˈɡʁoːsˌʃɪʁma] ⓘ）是德国萨克森州中萨克森县的城市，面积61.63平方千米，2023年12月31日人口为5,465人。